# San Benito Abad
San Benito Abad ist eine von den spanischen Kolonialherren nach dem hl. Benedikt von Nursia, dem Gründer und ersten Abt der Abtei Montecassino, benannte Gemeinde (municipio) im Departamento Sucre in Kolumbien.

## Lage und Klima
Die Stadt San Benito Abad liegt nahe dem Sumpfgebiet der Ciénagas im Süden des Departamento de Sucre, in der Subregion San Jorge in einer Höhe von ca. 20 m. Die Stadt ist ca. 120 km (Fahrtstrecke) vom Karibischen Meer entfernt. Das Klima ist meist tropisch schwül; Regen (ca. 2200 mm/Jahr) fällt hauptsächlich in den Monaten Mai bis November.
San Benito Abad ist mit über 1540 km² die flächenmäßig größte Gemeinde Sucres und liegt ca. 51 km südöstlich von Sincelejo.

## Bevölkerung
Die Gemeinde San Benito Abad hat ca. 30.000 Einwohner, von denen etwa 6.000 im städtischen Teil (cabecera municipal) der Gemeinde leben (Stand: 2019).

## Wirtschaft
Die Wirtschaft des gesamten Departamentos Sucre basiert auf der Viehzucht (ganadería); der Anbau von Getreide (Mais, Reis) spielt eine ebenso untergeordnete Rolle wie der von Yams, Ananas, Bananen etc.

## Geschichte
Benito Figueroa y Barrantes, der Gouverneur der Provinz Cartagena, veranlasste im Jahr 1669 die Gründung von San Benito Abad, die jedoch erst acht Jahre später (1677) durchgeführt wurde.

## Religion
Bei seiner Abberufung als Gouverneur beauftragte Figueroa y Barrantes die Anfertigung einer Christus-Statue für San Benito Abad, die heute als Señor de los Milagros verehrt wird und der Wunder zugeschrieben werden. Dieser Statue wurde die doppeltürmige Basílica del Señor de los Milagros geweiht, zu der jedes Jahr zwei Wallfahrten veranstaltet werden.